# Filip Glova
Filip Glova (Košice, 15 februari 1988) is een Slowaaks voetbalscheidsrechter. Hij leidt sinds 2014 wedstrijden in de Fortuna Liga en is sinds 2016 in dienst van UEFA en FIFA.
Op 17 mei 2014 leidde Glova zijn eerste wedstrijd in de Slowaakse nationale competitie. Tijdens het duel tussen MŠK Žilina en AS Trenčín (0–1) trok de leidsman driemaal de gele kaart. Zijn eerste interland floot hij op 6 juni 2016, toen Polen met 0–0 gelijkspeelde tegen Litouwen. Tijdens dit duel gaf Glova vijf gele kaarten.

## Interlands
| Datum             | Plaats                    | Wedstrijd                    | Uitslag | Competitie             | Kreeg geel | Kreeg voor de tweede keer geel en dus rood | Weggestuurd |
| ----------------- | ------------------------- | ---------------------------- | ------- | ---------------------- | ---------- | ------------------------------------------ | ----------- |
| 6 juni 2016       | Krakau, Polen             | Polen – Litouwen             | 0 – 0   | Vriendschappelijk      | 5          | 0                                          | 0           |
| 11 september 2018 | Serravalle, San Marino    | San Marino – Luxemburg       | 0 – 3   | Nations League 2018/19 | 6          | 0                                          | 0           |
| 25 maart 2019     | Andorra la Vella, Andorra | Andorra – Albanië            | 0 – 3   | EK 2020 kwalificatie   | 5          | 0                                          | 0           |
| 8 september 2020  | Strovolos, Cyprus         | Cyprus – Azerbeidzjan        | 0 – 1   | Nations League 2020/21 | 4          | 0                                          | 0           |
| 1 september 2021  | Debrecen, Hongarije       | Qatar – Servië               | 0 – 4   | Vriendschappelijk      | 0          | 0                                          | 0           |
| 8 september 2021  | Pilsen, Tsjechië          | Tsjechië – Oekraïne          | 1 – 1   | Vriendschappelijk      | 3          | 0                                          | 0           |
| 8 oktober 2021    | Gibraltar                 | Gibraltar – Montenegro       | 0 – 3   | WK 2022 kwalificatie   | 3          | 0                                          | 0           |
| 12 november 2021  | Boedapest, Hongarije      | Hongarije – San Marino       | 4 – 0   | WK 2022 kwalificatie   | 1          | 0                                          | 0           |
| 24 maart 2022     | Boedapest, Hongarije      | Hongarije – Servië           | 0 – 1   | Vriendschappelijk      | 2          | 0                                          | 0           |
| 8 juni 2022       | Dublin, Ierland           | Ierland – Oekraïne           | 0 – 1   | Nations League 2022/23 | 2          | 0                                          | 0           |
| 27 september 2022 | Athene, Griekenland       | Griekenland – Noord-Ierland  | 3 – 1   | Nations League 2022/23 | 3          | 0                                          | 0           |
| 20 juni 2023      | Chisinau, Moldavië        | Moldavië – Polen             | 3 – 2   | EK 2024 kwalificatie   | 4          | 0                                          | 0           |
| 20 november 2023  | Skopje, Noord-Macedonië   | Noord-Macedonië – Engeland   | 1 – 1   | EK 2024 kwalificatie   | 3          | 0                                          | 0           |
| 14 oktober 2024   | Cardiff, Wales            | Wales – Montenegro           | 1 – 0   | Nations League 2024/25 | 4          | 0                                          | 0           |
| 9 juni 2025       | Astana, Kazachstan        | Kazachstan – Noord-Macedonië | 0 – 1   | WK 2026 kwalificatie   | 4          | 0                                          | 0           |

Laatst bijgewerkt op 10 juni 2025.